# Libération de l'Albanie
Première Guerre mondiale
Batailles
Front d'Europe de l’Ouest
- Frontières (8-1914)
- Liège (8-1914)
- Namur (8-1914)
- Dinant (8-1914)
- Anvers (9-1914)
- Grande Retraite (9-1914)
- 1re Marne (9-1914)
- Course à la mer (9-1914)
- Yser (10-1914)
- 1re Ypres (10-1914)
- 1re Messines (10-1914)
- Hartmannswillerkopf (1-1915)
- Neuve-Chapelle (3-1915)
- 2e Ypres (4-1915)
- Artois (5-1915)
- Artois (9-1915)
- Loos (9-1915)
- Verdun (2-1916)
- Hulluch (4-1916)
- Somme (7-1916)
- Arras (4-1917)
- Vimy (4-1917)
- Chemin des Dames (4-1917)
- 2e Messines (6-1917)
- 3e Ypres (7-1917)
- Cote 70 (8-1917)
- 1re Cambrai (11-1917)
- Offensive du Printemps (3-1918)
- 4e Ypres (4-1918)
- Michael (5-1918)
- 2e Marne (5-1918)
- Aisne (5-1918)
- Bois Belleau (6-1918)
- Château-Thierry (7-1918)
- Le Hamel (7-1918)
- Amiens (8-1918)
- Cent-Jours (8-1918)
- L'Ailette (9-1918)
- 2e Cambrai (10-1918)

Front italien
- 1re Isonzo (6-1915)
- 2e Isonzo (7-1915)
- 3e Isonzo (10-1915)
- 4e Isonzo (11-1915)
- 5e Isonzo (3-1916)
- 6e Isonzo (8-1916)
- 7e Isonzo (9-1916)
- 8e Isonzo (10-1916)
- 9e Isonzo (11-1916)
- 10e Isonzo (5-1917)
- Mont Ortigara (6-1917)
- 11e Isonzo (8-1917)
- Caporetto (12e Isonzo) (10-1917)
- Piave (6-1918)
- Vittorio Veneto (10-1918)

Front d'Europe de l’Est
- Stallupönen (8-1914)
- Gumbinnen (8-1914)
- Tannenberg (8-1914)
- Lemberg (8-1914)
- Krasnik (8-1914)
- 1re lacs de Mazurie (9-1914)
- Przemyśl (9-1914)
- Vistule (9-1914)
- Łódź (11-1914)
- Bolimov (1-1915)
- 2e lacs de Mazurie (2-1915)
- Gorlice-Tarnów (5-1915)
- Varsovie (6-1915)
- Lac Narotch (3-1916)
- Offensive Broussilov (6-1916)
- Turtucaia/Tutrakan (9-1916)
- Offensive Flămânda (9-1916)
- Offensive Kerenski (7-1917)
- Mărășești (8-1917)

Front du Moyen-Orient
- Afrique du Nord
- Caucase
- Perse
- Dardanelles
- Mésopotamie
- Sinaï et Palestine
- Ctésiphon (11-1915)
- Kut-el-Amara (12-1915)
- Magdhaba (12-1916)
- Révolte arabe
- Rafa (1-1917)
- Bagdad (3-1917)
- 1re Gaza (3-1917)
- 2e Gaza (4-1917)
- Aqaba (7-1917)
- Beer-Sheva (10-1917)
- 3e Gaza (11-1917)
- Megiddo (9-1918)

Front des Balkans
- Campagne de Serbie
- Bataille du Cer
- Bataille de la Kolubara
- Expédition de Salonique
- Bataille de Doiran (1916)
- Bataille de Monastir
- Bataille de Monastir (1917)
- Bataille de Skra-di-Legen
- Bataille de Dobropolje
- Bataille de Doiran (1918)
- Campagne de Serbie

Front africain
- Laï (8-1914)
- Sandfontein (9-1914)
- Tanga (11-1914)
- Naulila (12-1914)
- Jassin (1-1915)
- Gibeon (4-1915)
- Bukoba (6-1915)
- Mongua (8-1915)
- Salaita (2-1916)
- Beringia (5-1916)
- Negomano (11-1917)

Front océanien et asiatique
- Papeete
- Bita Paka
- Fanning
- Toma
- Tsingtao
- Penang
- Coronel
- Îles Cocos

Bataille de l'Atlantique et de la mer Baltique
- Blocus allié de l'Allemagne
- Odensholm (08-1914)
- 1re Heligoland (08-1914)
- Action du 22 septembre 1914
- Falklands (12-1914)
- Dogger Bank (01-1915)
- Gotland (07-1915)
- Golfe de Riga (08-1915)
- Yarmouth et Lowestoft (04-1916)
- Jutland (05-1916)
- Funchal (12-1916)
- Combat entre le Leopard et le HMS Achilles
- Pas-de-Calais (04-1917)
- Combat entre le HMAS Sydney et le LZ92
- Détroit de Muhu (10-1917)
- 2e Heligoland (11-1917)
- Croisière de glace (02/03-1918)
- Zeebruges (04-1918)
- 1er Ostende (04-1918)
- 2e Ostende (05-1918)
- Sabordage allemand à Scapa Flow (06-1919)

Bataille de la mer Noire
- 12 octobre 1914
- Odessa (10-1914)
- Novorossiisk
- Feodosia
- Cap Sarytch
- île Kirpen (1re)
- île Kirpen (2e)

À l'Ouest de la Macédoine, sous la pression des Italiens et à la suite de la Manœuvre d’Uskub au nord, les troupes allemandes et autrichiennes évacuent l'Albanie.

## Du côté des empires centraux
Depuis la prise d'Uskub le 29 septembre, le XIXe CA autrichien, menacé sur son flanc gauche, commence à se replier vers le nord.

## Du côté des Alliés
La Bulgarie ayant capitulé le 29 septembre, Franchey d'Espérey peut se lancer dans la libération de la Serbie en se couvrant, à droite par l'occupation de la Bulgarie et l'envoi de forces sur le Danube, à gauche en délivrant l'Albanie, tout en prévoyant une opération contre Constantinople.

## La bataille

### Préparation
Pour cette opération, les forces alliées comprennent :
- À l'est du lac d'Okrida, une partie de l'Armée française d'Orient du général Henrys
  - 4 DI françaises (11e DIC,156e, 30e et 76e divisions d’infanterie)
  - 35e DI italienne
  - 3e et 4e DI grecque
- À l'ouest du lac d'Okrida
  - 57e DI française
    - Tabor albanais d'Essad Pacha

  - Corpo di Spedizione Italiano in Oriente - CSIO dépendant directement du Grand Quartier Général italien (40 000 soldats du 16e corps d'armée)

### Exécution
- 5 octobre
  - À Katchanik, le groupement du général Tranié[1]surprend l'arrière-garde allemande et lui enlève 45 canons.

- 8 octobre
  - Entrée des Italiens et des Français (371e et 372e RI) à Elbasan

- 10 octobre
  - À Prizren, le 4e régiment de chasseurs d'Afrique, la 3e division d'infanterie hellénique et le 58e bataillon de chasseurs à pied empêchent les forces austro-hongroises de rejoindre les forces austro-allemandes

- 13 octobre
  - À Ipek, en territoire monténégrin, l'encerclement de l'Albanie par le nord est terminé (58e bataillon de chasseurs à pied et escadrons détachés du 4e régiment de chasseurs d'Afrique).

- 14 octobre
  - Prise de Durazzo par les troupes italiennes

- 1er novembre
  - Entrée des troupes italiennes dans Scutari, rejointes le 5 par le 58e bataillon de chasseurs à pied.

## Conséquences
Début novembre, l'Albanie étant bloquée à l'est et au nord par les troupes du général Henrys, attaqué au sud par les Italiens et la 57e DI, les Austro-hongrois ne peuvent même pas s'échapper par la mer, la côte étant occupée aussi par les Italiens. La capitulation est inévitable.

Après la bataille de Vittorio Veneto en Italie, l'empereur Charles signe l'armistice le 3 novembre.

## Sources
- Biographie de Louis Franchet d'Espérey sur www.cheminsdememoire.gouv.fr